# 井上之房
井上之房（1554年－1634年12月12日）是日本戰國時代至江戶時代初期武將。黑田氏家臣。黑田二十四騎、黑田八虎之一。父親是井上之正。正室是櫛橋伊定的女兒。兒子有庸名、之顯、利房、一利。女兒是黑田正喜室、黑田政成室。通稱彌太郎、九郎右衛門、周防守。初名政國。號道柏。

## 生平
在天文23年（1554年）出生。仕於黑田職隆、孝高、長政、忠之四代，参加小田原征伐、朝鮮出兵、關原之戰。特別在關原之戰中的石垣原之戰中殺死大友氏家臣吉弘統幸而立下武功。在主君長政移封至筑前國之際築起黑崎城並領有1萬6千石。排斥與引發福岡藩御家騒動（黑田騒動）的栗山利章連結的倉八正俊。
在寬永11年（1634年）死去。墓所在福岡縣岡垣町的龍昌寺。

## 逸話
- 在石垣原之戰中討取的吉弘統幸是在大友氏被改易後，仕於立花宗茂之前曾寄身於之房之下。統幸是被豐臣秀吉讚賞為「無雙的使槍手」（無双の槍使い）並賜予一對朱柄槍的豪傑，他在石垣原之戰中親自討取敵將小田九朗左衛門等三四十人後負了重傷，於是為了讓友人之房立功而自殺。

## 登場作品
影視劇
- 戰國疾風傳 二人軍師（日语：戦国疾風伝 二人の軍師 秀吉に天下を獲らせた男たち）（2011年、TX、演：左頓平（日语：左とん平））
- 軍師官兵衛（2014年、NHK大河劇、演：高橋一生）